# Leskovec nad Moravicí
Leskovec nad Moravicí är en ort i Tjeckien. Den ligger i den östra delen av landet, 230 km öster om huvudstaden Prag. Leskovec nad Moravicí ligger 506 meter över havet och antalet invånare är 499.
Terrängen runt Leskovec nad Moravicí är varierad. Runt Leskovec nad Moravicí är det ganska glesbefolkat, med 26 invånare per kvadratkilometer. Närmaste större samhälle är Bruntál, 12,1 km nordväst om Leskovec nad Moravicí. Omgivningarna runt Leskovec nad Moravicí är en mosaik av jordbruksmark och naturlig växtlighet.